# 음력 12월 7일
음력 12월 7일은 음력 12월의 7번째 날이다.

## 탄생
- 1995년 - 대한민국의 래퍼 아이엠 (몬스타엑스).
- 2000년 - 대한민국의 가수 윈터

## 사망
- 1557년 - 조선 11대 국왕 중종의 정비 단경왕후
- 1993년 - 한국의 목사, 재야운동가 문익환.

## 같이 보기
- 음력 360일: 1월 2월 3월 4월 5월 6월 7월 8월 9월 10월 11월 12월
- 전날:12월 6일 다음날:12월 8일 - 전달:11월 7일 다음달:1월 7일
- 양력:12월 7일
- 음력, 윤달